# Франсур
Франсур (фр. Fransures) насеље је и општина у североисточној Француској у региону Пикардија, у департману Сома која припада префектури Мондидје.
По подацима из 2011. године у општини је живело 144 становника, а густина насељености је износила 33,8 становника/km². Општина се простире на површини од 4,26 km². Налази се на средњој надморској висини од 161 метар (максималној 169 m, а минималној 120 m).

## Демографија
| 1962. | 1968. | 1975. | 1982. | 1990. | 1999. | 2011. |
| ----- | ----- | ----- | ----- | ----- | ----- | ----- |
| 73    | 81    | 72    | 56    | 84    | 107   | 144   |

График промене броја становника у току последњих година